# Megan Hughes (Radsportlerin)
Megan Hughes, verh. Bäckstedt (* 5. Januar 1977), ist eine ehemalige britische Radsportlerin, die aus Wales stammt.

## Sportliche Laufbahn
1995 errang Megan Hughes bei den Junioren-Weltmeisterschaften die Bronzemedaille im Sprint. 1998 wurde sie britische Meisterin im Straßenrennen. Im selben Jahr startete sie für Wales bei den Commonwealth Games in der malaysischen Hauptstadt Kuala Lumpur. Im Punktefahren belegte sie Platz fünf; beim Straßenrennen kam sie nicht ins Ziel. 2000 beendete sie ihre aktive Radsportlaufbahn.

## Familie
Seit 2000 ist Hughes verheiratet mit dem ehemaligen schwedischen Radsportler Magnus Bäckstedt. Das Paar hat zwei Töchter – Elynor und Zoe –, die ebenfalls als Radsportlerinnen erfolgreich sind.

## Erfolge

### Bahn
1995
- Junioren-Weltmeisterschaft – Sprint

### Straße
1998
- Britische Meisterin – Straßenrennen